# متی دلا مورته
متی دلا مورته (انگلیسی: Matteo Della Morte؛ زادهٔ ۱۳ اکتبر ۱۹۹۹) بازیکن فوتبال است.
از باشگاه‌هایی که در آن بازی کرده‌است می‌توان به باشگاه فوتبال پرو ورچلی اشاره کرد.